# Ropòfil del Tarim
El ropòfil del Tarim (Rhopophilus albosuperciliaris) és una espècie d'ocell de la família dels paradoxornítids (paradoxornitidae), tot i que sovint encara se'l troba classificat amb els sílvids (Sylviidae). Es troba a la Conca del riu Tarim, a l'oest de la Xina. El seu hàbitat el conformen matollars, herbassars i roquissars. El seu estat de conservació es considera de risc mínim.

## Taxonomia
Anteriorment el gènere Rhopophilus va estar classificat en les famílies del cisticòlids (Cisticolidae) i dels timàlids (Timaliidae). Després se'l traslladà a la família dels sílvids (Sylviidae) quan es demostrà la seva proximitat genètica amb els membres del gènere Sylvia.
El Congrés Ornitològic Internacional, en la seva llista mundial d'ocells (versió 10.2, 2020) el transferí finalment a la família dels paradoxornítids (Paradoxornithidae). Tanmateix, el Handook of the Birds of the World i la quarta versió de la BirdLife International Checklist of the birds of the world (Desembre 2019), aquest tàxon apareix classificat encara dins de la família dels sílvids.